# La Bazoge, Sarthe

La Bazoge este o comună în departamentul Sarthe, Franța. În 2009 avea o populație de 3,619 de locuitori.